# ديفيد سيسيرو
ديفيد سيسيرو (بالإنجليزية: David Cicero)‏ هو مغني ومغن مؤلف أمريكي، ولد في 29 مايو 1970 في غرينبورت في الولايات المتحدة.

## وصلات خارجية
- الموقع الرسمي